# 石元町
石元町（いしもとちょう）は、愛知県名古屋市南区の地名。現行行政地名は石元町1丁目から石元町4丁目。住居表示未実施。

## 地理
名古屋市南区中央部に位置する。西は元塩町、南は星崎一丁目、北は道全町に接する。

## 歴史

### 町名の由来
本星崎町の字石之元に由来する。

### 沿革
- 1950年（昭和25年）5月1日 - 南区本星崎町の一部により、同区石元町として成立[1]。
- 1967年（昭和42年）6月30日 - 南区星崎町の一部を編入する[1]。また、一部が星崎一丁目に編入される[4]。

### 町名の変遷
| 実施後     | 実施年月日    | 実施前（各町名ともその一部） |
| ---------- | ------------- | ---------------------------- |
| 石元町     | 1950年5月1日  | 本星崎町                     |
| 石元町     | 1967年6月30日 | 星崎町                       |
| 星崎一丁目 | 1967年6月30日 | 石元町                       |

## 世帯数と人口
2019年（平成31年）4月1日現在の世帯数と人口は以下の通りである。
| 町丁   | 世帯数 | 人口 |
| ------ | ------ | ---- |
| 石元町 | 36世帯 | 47人 |

### 人口の変遷
国勢調査による人口の推移
| 2000年（平成12年） | 82人 | [ WEB 6 ] |  |
| 2005年（平成17年） | 63人 | [ WEB 7 ] |  |
| 2010年（平成22年） | 40人 | [ WEB 8 ] |  |
| 2015年（平成27年） | 52人 | [ WEB 9 ] |  |

## 学区
市立小・中学校に通う場合、学校等は以下の通りとなる。また、公立高等学校に通う場合の学区は以下の通りとなる。なお、小学校は学校選択制度を導入しておらず、番毎で各学校に指定されている。
| 丁目        | 小学校               | 中学校               | 高等学校 |
| ----------- | -------------------- | -------------------- | -------- |
| 石元町1丁目 | 名古屋市立笠寺小学校 | 名古屋市立本城中学校 | 尾張学区 |
| 石元町2丁目 | 名古屋市立笠寺小学校 | 名古屋市立本城中学校 | 尾張学区 |
| 石元町3丁目 | 名古屋市立笠寺小学校 | 名古屋市立本城中学校 | 尾張学区 |
| 石元町4丁目 | 名古屋市立星崎小学校 | 名古屋市立本城中学校 | 尾張学区 |

## 施設
- 大日本インキ化学工業名古屋工場[2]
- 名古屋高速道路公社石元補修基地[2]
- 愛知県高速道路交通警察隊名古屋西分駐隊[3]
- 石元公園[2]
- マコンデ美術館

創立当時、当地に所在したが、のちに三重県二見町に移転する。

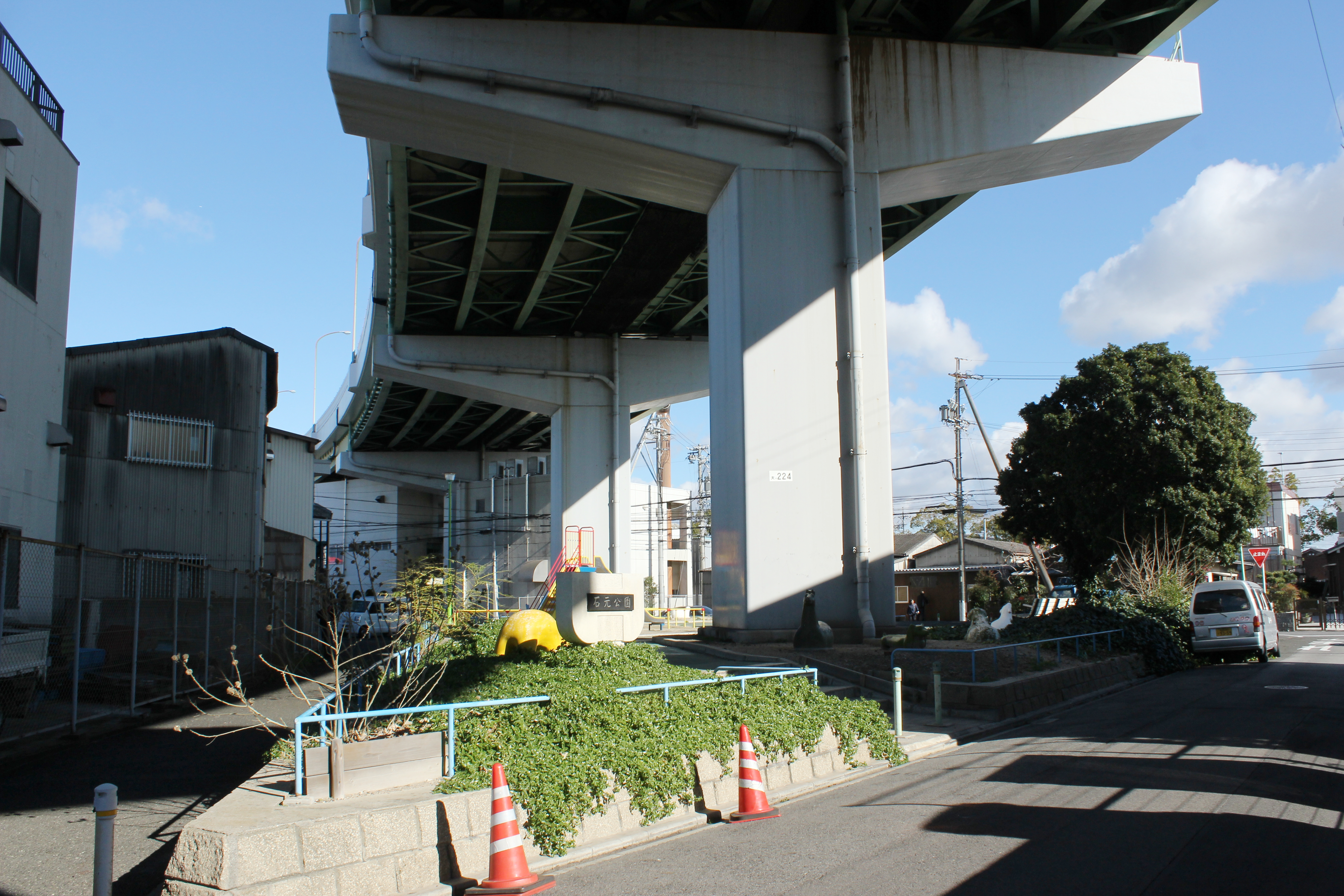
石元公園

## その他

### 日本郵便
- 郵便番号 : 457-0075[WEB 3]（集配局：名古屋南郵便局[WEB 12]）。

### WEB
1. 1 2  “愛知県名古屋市南区の町丁・字一覧”.   人口統計ラボ. 2017年10月7日閲覧。
2. 1 2  “町・丁目(大字)別、年齢(10歳階級)別公簿人口(全市・区別)”.   名古屋市 (2019年4月22日). 2019年4月23日閲覧。
3. 1 2  “郵便番号”.  日本郵便. 2019年3月17日閲覧。
4. ↑  “市外局番の一覧”.   総務省. 2019年1月6日閲覧。
5. ↑  名古屋市役所市民経済局地域振興部住民課町名表示係 (2015年10月21日). “南区の町名一覧”.   名古屋市. 2017年10月7日閲覧。
6. ↑  名古屋市役所総務局企画部統計課統計係 (2005年7月1日). “（刊行物）名古屋の町(大字)・丁目別人口 (平成12年国勢調査) 南区” (XLS). 2017年10月8日閲覧。
7. ↑  名古屋市役所総務局企画部統計課統計係 (2007年6月29日). “平成17年国勢調査　名古屋の町(大字)別・年齢別人口 南区” (XLS). 2017年10月8日閲覧。
8. ↑  名古屋市役所総務局企画部統計課統計係 (2012年6月29日). “平成22年国勢調査　名古屋の町(大字)別・年齢別人口 南区” (XLS). 2017年10月8日閲覧。
9. ↑  名古屋市役所総務局企画部統計課統計係 (2017年7月7日). “平成27年国勢調査　名古屋の町(大字)別・年齢別人口” (XLS). 2017年10月8日閲覧。
10. ↑  “市立小・中学校の通学区域一覧”.   名古屋市 (2018年11月10日). 2019年1月14日閲覧。
11. ↑  “平成29年度以降の愛知県公立高等学校（全日制課程）入学者選抜における通学区域並びに群及びグループ分け案について”.   愛知県教育委員会 (2015年2月16日). 2019年1月14日閲覧。
12. ↑  “郵便番号簿 2018年度版” (PDF).   日本郵便. 2019年4月23日閲覧。

### 文献
1. 1 2 3  名古屋市計画局 1992, p. 854.
2. 1 2 3 4 5  「角川日本地名大辞典」編纂委員会 1989, p. 1538.
3. 1 2  名古屋市計画局 1992, p. 554.
4. ↑  名古屋市計画局 1992, p. 855.
5. ↑  永井美穂 & 下川勝成 1989, p. 34.